# William Hobbs
Pour les articles homonymes, voir Hobbs.
William Hobbs, né le 30 juillet 1949 à Ponce (Porto Rico) et mort le 4 janvier 2020, est un rameur d'aviron américain. 

## Carrière
William Hobbs participe aux Jeux olympiques de 1972 à Munich et remporte la médaille d'argent avec le huit américain composé de Franklin Hobbs, Peter Raymond, Timothy Mickelson, Eugene Clapp, Lawrence Terry, Cleve Livingston, Michael Livingston et Paul Hoffman.